# Alanna Masterson
Alanna Masterson (New York, 27 juni 1988) is een Amerikaans actrice. Ze brak door bij het grote publiek door haar rol als Tara Chambler in de televisieserie The Walking Dead.

## Jeugd
Masterson werd geboren in New York, als dochter van Carol Masterson en Joe Reaiche, een Libanees-Australische voormalige professionele Rugby League voetballer bij de Sydney Roosters en de South Sydney Rabbitohs. Ze is de jongere zus van broer, Jordan Masterson, en twee halfbroers, Danny Masterson en Christopher Masterson. Na enige tijd op Long Island te hebben gewoond, verhuisde het gezin naar Los Angeles. Ze groeide op binnen de Scientology-beweging. Nadat haar vader, die een hoge rang had binnen Scientology, van gedachten was veranderd en de kerk verliet, werden zijn kinderen volgens hem door de Scientology kerk gedwongen om hem te mijden. Ze werd beïnvloed door haar oudere broers die eind jaren negentig en begin jaren 2000 beiden in populaire televisieshows speelden. Mastersons passie voor acteren kwam voort uit het feit dat ze veel tijd met haar broers op de set doorbracht.